# Контраадмирал
Контраадмирал (енгл. counter admiral, rear admiral, кин: 少將, рус. контр-адмирал) је војни чин официра ратне морнарице и речне флотиле. Други је адмиралски чин, док је у ЈНА је био најнижи. У поређењу са чиновима копнене војске или РВ и ПВО, еквивалентан је чину генерал-мајора.

## Етимологија
Порекло назива овог чина је у традиционалном распореду британске флоте. Док би адмирал био у њеном средишту, вицеадмирал би се налазио у њеном шпицу. Место контраадмирала је било позади, одакле и почетно име rear admiral. Када би флота вршила дејства у смеру из којег је дошла, на шпицу би се налазио контраадмирал. Ово је допринело повезивању његове позиције са речју „контра” (лат. contra, фр. contre) јер је он био на најистакнутијем положају када се дејствовало у контра смеру.

## Изглед еполете
Изглед еполете контраадмирала Војске Србије задржан је из периода ЈНА, ВЈ и ВСЦГ. У том периоду означавао је адмиралски чин вицеадмирала. Еполета је оивичена украсном испреплетаном златном опшивком, док се у еполети налазе два златна свежња пшеничног класја на којима се налази златно сидро изнад њих су две златне розете.
У ранијем периоду постојања ЈНА до 1992. године уместо две розете биле су две златне петокраке звезде које су симболизовале социјализам као и у већини армија социјалистичких држава. Након 1992. године у Војсци Југославије/Војсци Србије и Црне Горе задржан је постојећи изглед са две златне петокраке звезде зато што је СР Југославија/Србија и Црна Гора била држава-континуитета СФР Југославије. Формирањем Војске Србије од 2006. године две златне розете замењују постојеће две златне петокраке звезде.

## Галерија
- Нарукавна ознака
контра-адмирала у војсци Краљевине СХС / Краљевине Југославије
- Еполета
контра-адмирала у војсци Краљевине СХС / Краљевине Југославије
- Еполета контра-адмирала ЈНА, Војске Југославије и Војске Србије и Црне Горе
- Еполета контра-адмирала ВС (2006)